# 無孔貽貝
无孔贻贝是雙殼綱原鰓亞綱之下多個物種的統稱，一般泛指贻贝及其他外形近似的物種，其干制品常被称作淡菜。隨着軟體動物的分類從2000年代基於支序分類學的發展而發生大幅度的改變，這些生物現時也被劃分到不同的分類去。

## 名稱
在英語泛稱作mussel，在这个分类之下，有在港澳日常稱之為「青口」的物種。不過英語對於不同種類的无孔贻贝物種都有不同的別名，例如：pigtoe、clubshell之類。有時即使各物種在生物學分類屬於同一個屬，但其物種間會因為其外形的差異而有不同的別名。這一點在翻譯各物種的名稱時尤其要留意。

## 分類
簡單來說，現時被稱為「無孔貽貝」的物種，按其生長水域可大致分為下列三類：
- 翼形亚纲 (Pteriomorphia) ：在海洋生活，包括潮間帶及海底熱泉；
- 古异齿亚纲 (Palaeoheterodonta) ：在淡水生活，主要還是河川；
- 异齿亚纲 (Heterodonta)：只限斑馬貽貝一個物種，其實是一種外形跟淡菜很相像的蛤蜊。

## 無孔貽貝的部分介绍
贻贝的外壳由两个铰接的半部或“阀门”组成。瓣膜在外侧通过韧带连接在一起，并在必要时由强大的内部肌肉（前内收肌和后内收肌）关闭。贻贝壳具有多种功能，包括支持软组织、防止捕食者和防止干燥。
外壳有三层。在珍珠贻贝中，有一层由碳酸钙组成的珍珠母（珍珠母）的内部呈虹彩层，由地幔不断分泌；棱柱层，中间层是蛋白质基质中的白垩白色碳酸钙晶体；和peristracum，类似于皮肤的外部色素层。膜层由一种叫做海螺的蛋白质组成，它的功能是保护棱柱层免受酸的磨损和溶解（在叶片材料腐烂产生酸的淡水形式中尤其重要）。
像大多数双壳类动物一样，贻贝有一个叫做脚的大器官。在淡水贻贝中，足大、肌肉发达，通常呈斧形。它用于将动物拉过部分掩埋的基质（通常是沙子、砾石或淤泥）。它通过反复将脚推入基底，扩展末端使其充当锚，然后将动物的其余部分连同其外壳向前拉来实现这一点。当动物静止时，它也可用作肉质锚。
海蚌的足较小，呈舌状，腹面有一凹槽，与足底坑相连。在这个坑里，有一种粘稠的分泌物渗出，进入凹槽，与海水接触后逐渐硬化。这形成了极其坚韧、坚固、有弹性的附生线，将贻贝固定在其基质上，使其在高流量区域保持固着。蚌线有时也被贻贝用作防御措施，以拴住侵入贻贝床的掠食性软体动物，例如狗海螺，使它们无法活动，从而使它们饿死。
在烹饪过程中，贻贝的胡须被称为“胡须”，在准备过程中被去除，通常是在烹饪后贻贝张开时去除。

## 生活习惯

### 攝食
海洋和淡水贻贝都是滤食性动物；它们以浮游生物和其他在海水中自由漂浮的微型海洋生物为食。贻贝通过其流入的虹吸管吸水。然后通过位于鳃上的纤毛的作用将水带入鳃腔，以供给纤毛粘液。废水通过外流虹吸管排出。唇触最终将食物汇集到嘴里，开始消化。
海洋贻贝通常聚集在海浪冲刷的岩石上，每一个都通过其底部附着在岩石上。结块的习惯有助于使贻贝牢固地抵抗海浪的力量。在退潮时，由于其他贻贝会捕获水，因此位于一丛中部的贻贝的水分流失较少。

### 繁殖
海洋和淡水贻贝都是有性生殖，有单独的雄性和雌性个体。在海洋贻贝中，受精发生在体外，幼体阶段会漂流三周到六个月，然后作为幼贻贝在坚硬的表面上定居。在那里，它可以通过附着和分离附线来缓慢移动，以达到更好的生活位置。
淡水贻贝的性繁殖是由雄性直接将精子释放到水中，并通过雌性的虹吸管进入。受精后，卵发育成钩介幼虫，它暂时寄生于鱼，附着在鱼的鳍或鱼鳃上。在它们被释放之前，钩介幼虫在雌性贻贝的鳃中生长，在那里它们不断被富含氧气的水冲洗。在某些物种中，当鱼试图攻击贻贝的鲦鱼或其他形状像猎物的地幔瓣时，就会发生释放；侵略性模仿的一个例子。
大部分钩介幼虫是特定于物种的，只有在找到正确的鱼类宿主时才会存活。一旦幼体贻贝附着在鱼身上，鱼体就会做出反应，用细胞覆盖它们，形成一个被囊，钩介幼虫在其中生活两到五周（取决于温度）。它们长大后会脱离宿主，沉入水底开始独立生活。

### 掠食者
海蚌被人类、海星、海鸟和鼠科中的许多掠食性海洋腹足类动物吃掉，例如狗海螺、"Nucella lapillus"。淡水贻贝被麝鼠、水獭、浣熊、鸭子、狒狒、人类和鹅食用。

## 地质资料
贻贝在温带海域的低潮间带和潮间带中很常见。他们更喜欢住在上滨海区。该物种生活在亚热带西太平洋沿岸，栖息在中国、日本、韩国和俄罗斯远东沿岸的温带地区。它可以在最北到彼得大湾、黄海和日本海的地方找到。双壳贝类在近海沉积物中发挥着重要作用，并且经常在岩石和沙质海岸上占主导地位。大多数双壳类动物隐藏在淤泥下，在那里它们受到了很好的保护，不受捕食者的伤害。其他人躺在海底或紧贴岩石或其他固体物体。

## 延伸阅读
[在维基数据编辑]
 《欽定古今圖書集成·博物彙編·禽蟲典·淡菜部》，出自陈梦雷《古今圖書集成》